# ТЕС Халлетт
ТЕС Халлетт (Hallett) – теплова електростанція на півдні Австралії.
В умовах збільшення питомої частки електроенергії з відновлюваних джерел (графік виробництва яких вирізняється нестабільністю) в Австралії почали активно споруджувати пікові електростанції. Зокрема, в 2002 році на майданчику ТЕС Халлетт ввели в дію дванадцять встановлених на роботу у відкритому циклі газових турбін розробки General Electric типу 5001 (Frame 5) загальною потужністю 203 МВт. Всі вони раніше використовувались на електростанціях Австралії, Канарських островів, Чилі та Фінляндії. Фактичними виробниками турбін були британська John Brown (5 одиниць), німецька AEG (3 одинциі) та італійська Nuovo Pignone (4 одиниці), оскільки General Electric активно продавала лицензії на випуск типу Frame 5.
В 2019-му додатково змонтували газову турбіну від General Electric типу LM2500 потужністю 32 МВт.
Станція працює на природному газі, що надходить по перемичці від трубопроводу Мумба – Аделаїда.